# Toécé (Komtoèga)
Pour les articles homonymes, voir Toécé.
Toécé est une localité située dans le département de Komtoèga de la province du Boulgou dans la région Centre-Est au Burkina Faso.

## Santé et éducation
Toécé accueille un dispensaire isolé tandis que le centre de santé et de promotion sociale (CSPS) se trouve à Komtoèga et le centre médical avec antenne chirurgicale (CMA) à Garango.